# Jan Hooks
Janet V. "Jan" Hooks (Decatur, Geórgia, 23 de Abril de 1957 — Los Angeles, Califórnia, 9 de Outubro de 2014) foi uma atriz e comediante, mais conhecida por seu trabalho no Saturday Night Live (SNL) na NBC, no qual ela apareceu entre 1986-1991.
Seus trabalhos posteriores incluem um papel no final duas temporadas de Designing Women e outros no cinema e na televisão. Sua atuação mais recente foi como Verna Maroney, em 30 Rock em 2010.

## Morte
Hooks morreu de câncer de garganta em 9 de outubro de 2014.

## Filmografia
| Filmes | Filmes                   | Filmes            |
| Ano    | Título                   | Papel             |
| ------ | ------------------------ | ----------------- |
| 1985   | Pee-wee's Big Adventure  | Tina              |
| 1986   | Wildcats                 | Stephanie Needham |
| 1987   | Funland                  | Shelly Willingham |
| 1992   | Batman Returns           | Jen               |
| 1993   | Coneheads                | Gladys Johnson    |
| 1993   | A Dangerous Woman        | Makeup Girl       |
| 1998   | Simon Birch              | Miss Leavey       |
| 2004   | Jiminy Glick in Lalawood | Dixie Glick       |

| Televisão | Televisão                | Televisão                  | Televisão                                                             |
| Ano       | Título                   | Papel                      | Notas                                                                 |
| --------- | ------------------------ | -------------------------- | --------------------------------------------------------------------- |
| 1980      | Tush                     | Vários personagens         |                                                                       |
| 1983      | Prime Times              | Vários personagens         | Especial televisivo                                                   |
| 1983      | The 1/2 Hour Comedy Hour | Vários personagens         |                                                                       |
| 1983–1984 | Not Necessarily the News | Vários personagens         | Apareceu em 24 episódios                                              |
| 1984      | The Joe Piscopo Special  | Vários personagens         | Especial televisivo                                                   |
| 1985      | Comedy Break             | Vários personagens         |                                                                       |
| 1986–1994 | Saturday Night Live      | Vários personagens         | Apareceu em 102 episódios; membro do elenco principal entre 1986-1991 |
| 1989      | Dear John                | Suzanne                    | Episódio 2.4: "John's Blind Date"                                     |
| 1991–1993 | Designing Women          | Carlene Frazier Dobber     | Apareceu em 30 episódios                                              |
| 1992      | Frosty Returns           | Lil                        | Especial televisivo                                                   |
| 1994      | The Martin Short Show    | Curta de Meg Harper        |                                                                       |
| 1996      | The Dana Carvey Show     | Kathie Lee Gifford         | Episódio 1.4: "The Diet Mug Root Beer Dana Carvey"                    |
| 1996–2000 | 3rd Rock from the Sun    | Vicki Dubcek               | Apareceu em 16 episódios                                              |
| 1997      | Hiller and Diller        | Kate                       | Apareceu em dois episódios                                            |
| 1997–2002 | The Simpsons             | Manjula Nahasapeemapetilon | Apareceu em seis episódios                                            |
| 2001      | Providence               | Doreen Dunfey              | Episódio 3.10: "The Gun"                                              |
| 2001      | Futurama                 | Anglelyne                  | Episódio 3.6: "Bendless Love"                                         |
| 2001–2003 | Primetime Glick          | Dixie Glick                |                                                                       |
| 2004      | Game Over                | Nadine                     |                                                                       |
| 2010      | 30 Rock                  | Verna Maroney              | Episódio 4.12: "Verna", Episódio 4.20: "The Moms"                     |